# Aparições de Marpingen

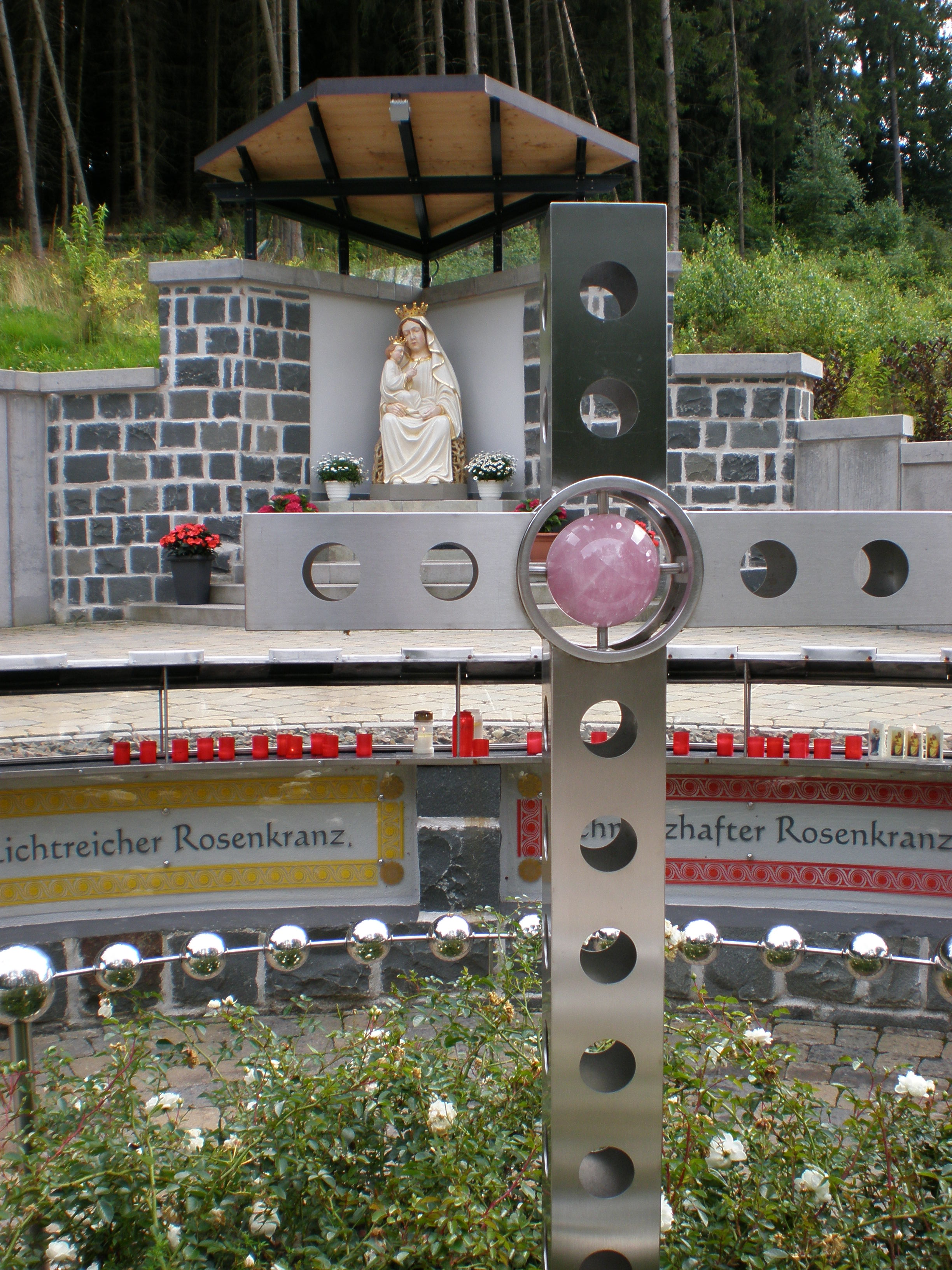
Estátua da Virgen Maria no Marpinger Härtelwald

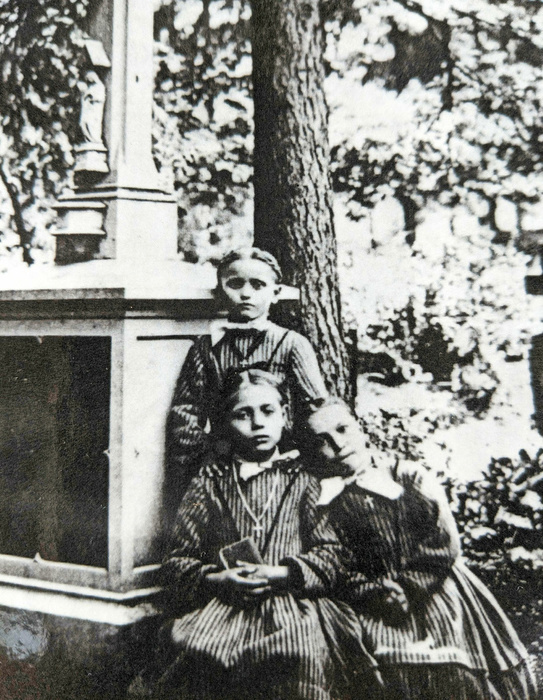
Katharina Hubertus, Susanna Leist e Margaretha Kunz

As aparições marianas em Marpingen são relatos de três meninas de oito anos, Katharina Hubertus, Susanna Leist e Margaretha Kunz, de que a Virgem Maria lhes apareceu várias vezes na floresta de Härtelwald, perto da vila de Marpingen, no atual Sarre. As meninas alegaram ter tido a primeira aparição em 3 de julho de 1876 e a última em 3 de setembro de 1877.
Os relatos de aparições marianas, que as crianças mais tarde repetidamente retrataram e que não são reconhecidos pela Igreja Católica, atraíram milhares de peregrinos depois de apenas alguns dias. Logo outras pessoas, crianças e adultos, estavam convencidas de que tinham visto a aparição ou relatado terem sido milagrosamente curadas de doenças. As multidões atraíram a atenção das autoridades, que, com a ajuda dos militares, dispersaram o grupo de peregrinos que oravam e cantavam no local da aparição em 13 de julho de 1876. Tendo como pano de fundo o Kulturkampf ("guerra cultural") entre o Império Alemão e a Igreja Católica, isso resultou em prisões, no fechamento da floresta de Härtelwald e no internamento das três crianças em um reformatório.
As aparições marianas em Marpingen atraíram a atenção de toda a Europa. O local foi apelidado de "Lourdes Alemã" pelos seguidores e envolveu tribunais na Renânia e o parlamento estadual prussiano em Berlim.

## As aparições marianas em Marpingen

### Marpingen e a Diocese de Trier durante o Kulturkampf

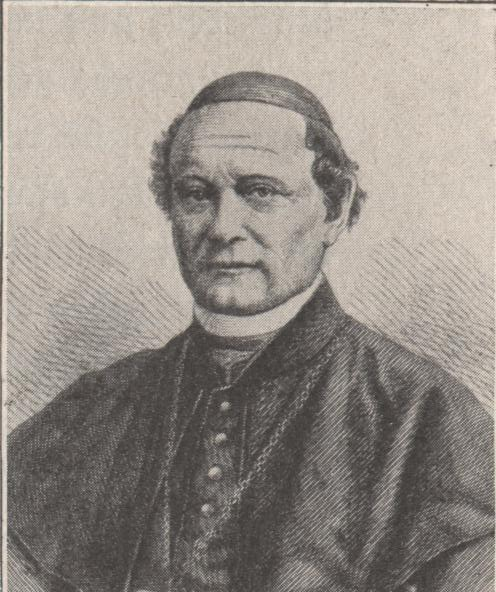
O Bispo de Trier, Matthias Eberhard

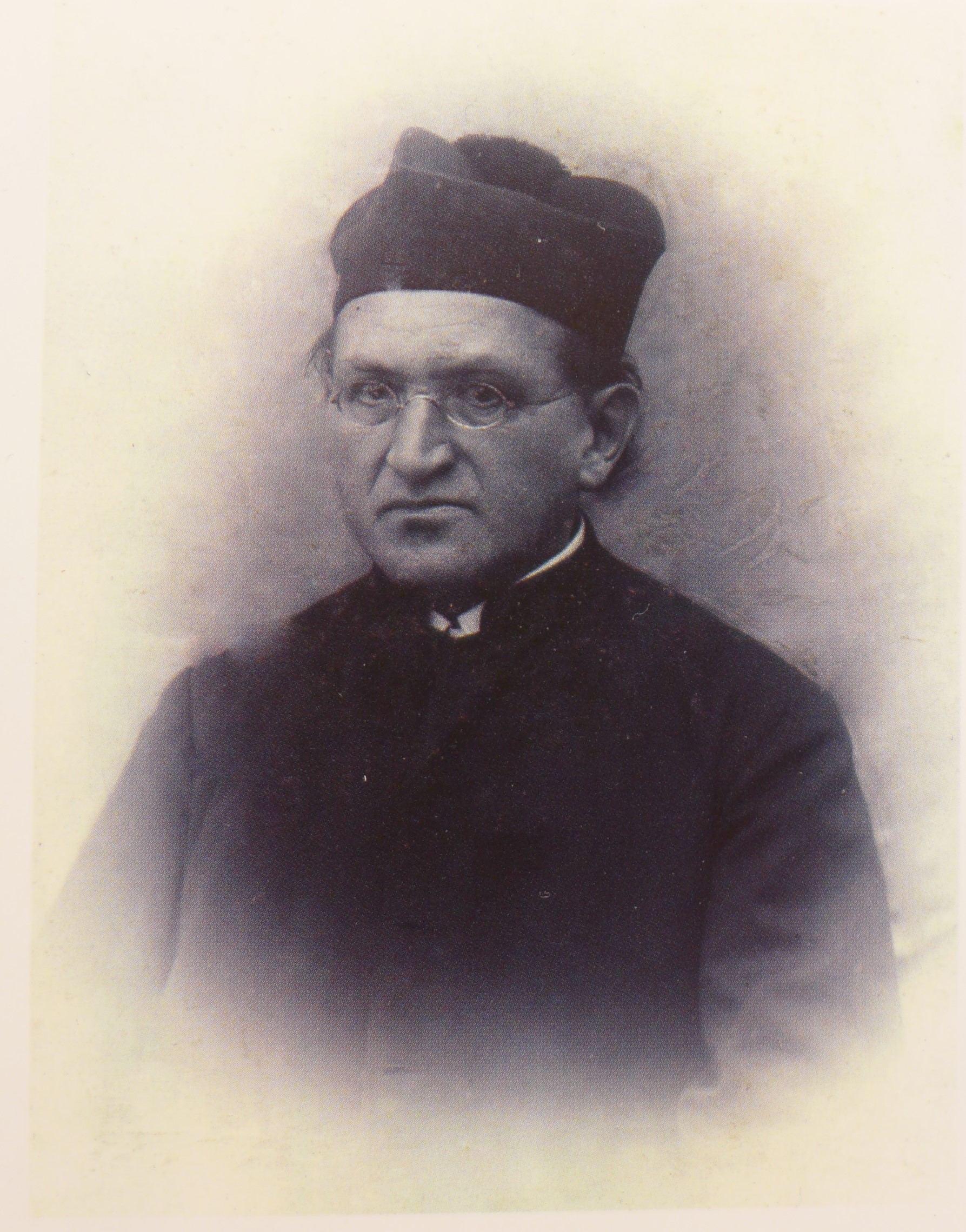
Jakob Neureuter em 1894, pároco de Marpingen de 1864 a 1895 (Fundação Marpinger Kulturbesitz)

Como muitas outras comunidades rurais, Marpingen passou por grandes convulsões no século XIX. O Principado de Lichtenberg, ao qual Marpingen pertencia, havia sido vendido pelo Duque Ernesto I para a Prússia Protestante em 1834. Em 1875, a vila tinha 1.622 habitantes, quase todos católicos. Metade dos habitantes eram mineradores. A mudança de uma comunidade predominantemente rural para uma vila na qual a maioria da população masculina trabalhadora trabalhava durante a semana nas minas de Altenwald, Maybach, Itzenplitz e Dechen e encontrava acomodação lá em dormitórios, ocorreu em uma geração. A depressão após o Gründerkrach (queda dos fundadores) de 1873, a chamada Gründerkrise (crise dos fundadores), significou declínio social para esses mineiros. Houve demissões e jornadas de trabalho mais longas, acompanhadas de cortes salariais, de modo que as famílias mal conseguiam sobreviver com o salário de um mineiro.
Mesmo antes das aparições marianas em 1876/1877, Marpingen já havia sofrido as consequências do Kulturkampf entre o estado prussiano e a Igreja Católica Romana. O bispo de Trier, Matthias Eberhard, foi o segundo bispo prussiano a ser preso em 6 de março de 1874 e posteriormente condenado a uma multa de 130.000 marcos de ouro e nove meses de prisão. Ele morreu em 30 de maio de 1876, seis meses após sua libertação da prisão. Na época de sua morte, 250 padres da diocese haviam sido levados a julgamento e 230 das 731 paróquias da diocese estavam vagas. A comunidade de Marpingen foi poupada dos efeitos das Leis de Maio porque o seu pároco, Jakob Neureuter, já estava no cargo desde 1864. Na comunidade vizinha de Namborn, no entanto, a nomeação do pastor Jakob Isbert em 1873 levou ao chamado "Caso Namborn".
David Blackbourn argumenta que um sentimento generalizado de abandono e desespero pode ser percebido entre as comunidades católicas naquela época. Muitos ansiavam pela intervenção divina contra suas aflições terrenas e, tendo como pano de fundo o renascimento da devoção mariana, as esperanças de muitos católicos se voltaram para a Virgem Maria.
Desde a antiguidade, aldeões e moradores da região de Marpingen fazem peregrinações à chamada fonte "Maieborn", rezando por uma boa colheita e bênçãos climáticas. A fonte "Maieborn" borbulhava intensamente após o derretimento da neve, antes do início do trabalho de campo, e geralmente secava no outono, após o término da estação anual de cultivo. A fonte era associada à Virgem Maria, e um local de culto mariano foi estabelecido em sua homenagem. Este local de peregrinação não deve ser confundido com o suposto local das aparições de 1876/1877 (e 1999) na floresta Härtelwald de Marpingen.
Quando o Arcebispo de Posen e Gniezno, Mieczysław Halka Ledóchowski , foi preso no início de fevereiro de 1874 , o episcopado alemão apelou aos católicos para invocarem a Virgem Maria por intercessão. O Bispo Eberhard também fez uma peregrinação ao local de peregrinação mariana de Eberhards-Clausen após sua libertação da prisão e se referiu à Virgem Maria como "nossa proteção e refúgio". Com isso, ele aludiu à oração de intercessão dirigida a Maria, "Sob a vossa proteção". Que esta oração deveria ser recitada regularmente foi uma das mensagens de Marpingen. Uma característica desses anos foi o aumento da ocorrência de aparições marianas, o que levou à veneração local, embora em muitos casos a Igreja Católica tenha tentado impedir isso devido à falta de credibilidade das aparições.

### As aparições marianas
Margaretha Kunz, Katharina Hubertus e Susanna Leist tinham oito anos quando relataram pela primeira vez uma aparição da Virgem Maria. Todas as três vinham de famílias pobres, embora o pai de Susanna Leist possuísse vacas, prados e celeiros. Margaretha Kunz era a mais nova de dez irmãos; seu pai havia morrido em um acidente antes de ela nascer. As dívidas que seu pai deixou para trás forçaram a família a vender seu moinho. Margaretha Kunz foi mais tarde unanimemente descrita por seus contemporâneos como a mais inteligente das três meninas.
As meninas estavam colhendo mirtilos na floresta em 3 de julho de 1876, um dia após a Festa da Visitação da Bem-Aventurada Virgem Maria, quando Susanna Leist gritou e alertou as outras meninas sobre uma mulher branca. As reações dos pais aos relatos das meninas variaram, mas foram consistentemente céticas.
As meninas encontraram apoio à medida que seus relatos de aparições continuavam. O pai de Katharina, juntamente com outros dois homens, acompanhou as meninas ao local da aparição em 5 de julho. Depois de se convencer de que as meninas não estavam mentindo intencionalmente, ele se convenceu da veracidade do relato delas. Ele foi um dos primeiros a sugerir ao pastor Jakob Neureuter a construção de uma capela e, posteriormente, relatou que, em 3 de agosto de 1876, ouviu os anjos cantando e orando que acompanhavam a aparição. O relato das meninas encontrou grande repercussão entre os moradores de Marpingen. Já em 5 de julho, mais de cem delas visitaram o local da aparição na floresta de Härtelwald. Elas realizaram vigílias noturnas lá e decoraram o local da aparição com flores e uma cruz. Margaretha Kunz, de 20 anos, destacou em sua retratação que, por causa desse culto que havia começado, ela muito em breve "não poderia mais voltar atrás", isto é, ela não poderia voltar atrás em seu relato. A primeira suposta cura também ocorreu em 5 de julho. Nikolaus Recktenwald, um ex-mineiro que sofria de reumatismo severo, relatou uma poderosa corrente de energia e uma sensação de cura depois que as crianças supostamente colocaram sua mão no pé da Virgem. Duas outras supostas curas no mesmo dia influenciaram a opinião da aldeia sobre a veracidade da aparição. Mais decisivo para a mudança de opinião, no entanto, foi o relato de quatro homens, cada um com cerca de quarenta anos, e Anna Hahn, de dezessete anos, de que também tinham visto a Virgem. Anna Hahn desmaiou durante sua aparição, e os homens, que, de acordo com as fontes, aparentemente ficaram maravilhados, relataram ter visto uma Virgem radiante coroada com um diadema, carregando o Menino Jesus em seus braços. David Blackbourn chama isso de uma das características mais marcantes das aparições marianas de Marpingen, que a aparição não causou nenhuma divisão perceptível na aldeia. Entre os mais de 1.600 habitantes, havia apenas oito céticos. As medidas repressivas tomadas pelo Estado prussiano levaram, na verdade, a uma maior solidariedade, com as investigações de forasteiros sendo recebidas com um muro de silêncio.

### Moldando a narrativa
Margaretha Kunz, como as outras duas meninas, mais tarde retirou seu relato. Isso aconteceu sob algum tipo de coação depois que as meninas foram colocadas em um lar; portanto, encontrou pouca resposta entre os apoiadores da aparição, especialmente porque algumas das meninas mais tarde retiraram suas confissões. Aos vinte anos, Margaretha Kunz, que na época trabalhava como assistente de convento e logo depois entrou no convento como noviça, confirmou novamente que as alegações das visões eram - em suas palavras - "uma grande mentira". Sua declaração como jovem adulta ressalta o quanto o relato se adaptou, sob a influência de seus concidadãos, à imagem predominante de uma aparição mariana, que foi principalmente influenciada pelas aparições marianas em Lourdes.
A mãe de Susanna Leist teve uma grande influência no relato das crianças de Marpingen nos primeiros dias. Em 3 de julho, ela incentivou as meninas a irem para a floresta novamente no dia seguinte, rezarem e perguntarem à aparição quem era. Se a figura respondesse que era a Imaculada Conceição, seria a Mãe de Deus. Isso alude diretamente a um ponto crucial nas aparições marianas em Lourdes: Bernadette Soubirous havia sido encarregada pelo padre Dominique Peyramale , que duvidava da autenticidade de sua visão, de perguntar à mulher quem ela era. A aparição respondeu a essa pergunta no dialeto local, "Que soy era Immaculada Concepciou" ("Eu sou a Imaculada Conceição"). O Papa Pio IX havia proclamado o dogma da Imaculada Conceição de Maria quatro anos antes. O padre Peyramale achou improvável que Bernadette Soubirous, com sua falta de educação, pudesse ter ouvido falar desse dogma.
No caso das aparições de Marpingen, a mãe de Susanna Leist, consciente ou inconscientemente, melhorou os relatos das meninas também no que diz respeito à sua aparência. A fita azul – também um detalhe das aparições marianas em Lourdes – foi adicionada pela mãe de Susanna Leist à vaga descrição das crianças antes que esse detalhe fosse mencionado por uma das crianças. Outros aspectos das aparições de Marpingen também foram sugeridos às crianças por aqueles ao seu redor. Elas foram questionadas se a aparição usava uma coroa de ouro na cabeça e segurava o Menino Jesus nos braços, se havia solicitado a construção de uma capela e se pessoas doentes deveriam ser trazidas ao local da aparição. Tais influências também foram exercidas por pessoas como Matthias Scheeben, um influente teólogo alemão no século XIX, em cuja obra o caráter sobrenatural das verdades reveladas ocupa um grande espaço. Ele estava presente em Marpingen em setembro de 1876, quando as crianças relataram vagamente uma cabeça radiante pairando sobre a Virgem Maria durante uma aparição. Ele então lhes mostrou uma imagem de São Nicolau de Flüe, após o que as crianças confirmaram que era exatamente assim que a cabeça se parecia. Após avaliar as retratações das meninas, Blackbourn destaca o grande significado que a experiência teve para as crianças:
Ler [as primeiras retratações] em conjunto com relatos contemporâneos sobre o comportamento das crianças por terceiros revela que a experiência das aparições foi tudo menos trivial e não pode ser interpretada apenas como uma construção de adultos. Os videntes eram ao mesmo tempo brincalhões e desesperados. Eles criaram uma imagem de uma vida melhor e desfrutaram da embriaguez de seu novo status, mas também estavam sobrecarregados por sentimentos de culpa e atormentados por medos.

### Peregrinações

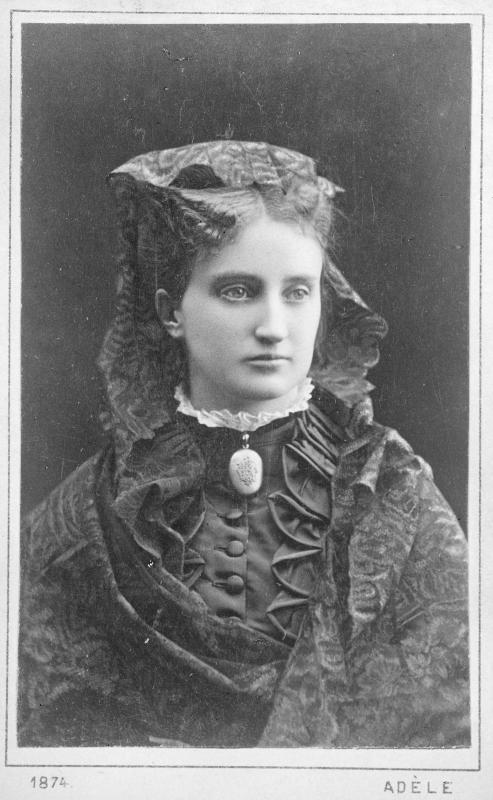
A Princesa Helena da Baviera, princesa hereditária de Thurn e Taxis, irmã da imperatriz austríaca Isabel; uma das peregrinas mais proeminentes de Marpingen

Os primeiros peregrinos de fora da área chegaram a Marpingen no final da primeira semana. Em 12 de julho, já havia cerca de 20.000 visitantes. Esse fluxo de peregrinos continuou por mais de quatorze meses, embora o número de peregrinos flutuasse. Já em agosto de 1876, havia pessoas entre os peregrinos que haviam viajado de fora do Sarre e, no outono de 1876, o pároco de Marpingen recebeu cartas da Bélgica, Luxemburgo, Holanda, Suíça, Áustria, Itália e Estados Unidos. O número de peregrinos era particularmente grande em feriados religiosos e, entre estes, especialmente nos dias de festa mariana. Como as crianças haviam nomeado 3 de setembro de 1877 como o dia da última aparição mariana, as peregrinações atingiram seu pico nos primeiros três dias de setembro de 1877 e então declinaram drasticamente muito rapidamente.
Muitas fontes contemporâneas enfatizam o amplo espectro social dos peregrinos. Em todas as classes sociais, as aparições marianas de Marpingen atraíram significativamente mais mulheres do que homens. Uma maior participação de mulheres em eventos religiosos é um fenômeno típico em muitos países europeus durante a segunda metade do século XIX até a eclosão da Primeira Guerra Mundial. Blackbourn afirma que os peregrinos vinham predominantemente das camadas mais altas e mais baixas da sociedade católica, mas que a classe média masculina em particular era significativamente sub-representada. O grande número de membros da nobreza católica que vieram para Marpingen foi impressionante. Entre os mais proeminentes estavam a princesa Helena de Thurn e Taxis, que visitou Marpingen três vezes, a baronesa de Louisenthal, vários membros da família nobre da casa de Stolberg, a condessa Maria Anna Ferdinande, condessa de Spee, que esperava - em vão - por ajuda sobrenatural para sua filha doente, mas logo falecida, e Maria Friederike da Prússia, que se converteu ao catolicismo em 1874. A maioria dos peregrinos, no entanto, era de origens humildes.
Os motivos dos peregrinos para a peregrinação a Marpingen variavam muito. Eles vinham como um ato de penitência, para obter graça por meio de sua presença, ou porque buscavam a intercessão da Virgem Maria. Para muitos, no entanto, a peregrinação também estava ligada à esperança de cura para si próprios ou para seus parentes, sendo atribuídos poderes milagrosos à água da fonte no Härtelwald. Muitos dos peregrinos, portanto, carregavam recipientes consigo para levar a água para casa. De acordo com o liberal Zuger Volksblatt, os fiéis de Marpingen levavam não apenas água, mas também argila, "que borrifavam no pão com manteiga e comiam como se fosse sal".

## Reações

### Reações do clero
Os padres católicos foram encorajados a tratar relatos de revelações privadas com ceticismo e cautela até que uma investigação canônica os considerasse confiáveis. Os membros do clero católico que vieram a Marpingen tendiam a aceitar a autenticidade da aparição. Muitos clérigos perseguidos viam Marpingen como um sinal e estavam preparados para aceitar sentenças de prisão se esse fosse o preço a pagar por testemunhar pessoalmente os eventos em Marpingen. Aqueles que eram céticos em relação à aparição geralmente também proibiam seus paroquianos de fazer peregrinações a Marpingen. O pároco de Marpingen, Jakob Neureuter, estava sob pressão particularmente grande porque não tinha o apoio da hierarquia da igreja. Uma condenação oficial da aparição de Marpingen pela diocese não foi emitida, principalmente porque o capítulo responsável da catedral de Trier se recusou a cooperar com o estado prussiano. O pastor Neureuter encontrou apoio prático nos pastores de sua paróquia vizinha, que responderam a cartas ou registraram as declarações dos videntes e dos curados. Como o capítulo da catedral de Trier se recusou a apoiá-lo, Neureuter pediu ajuda ao mariologista Matthias Scheeben. Scheeben rapidamente se convenceu da autenticidade da aparição e também dissipou as dúvidas de Neureuter. Durante seu primeiro interrogatório por Wolff, o presidente do distrito de Trier, em 14 de julho, Neureuter usou uma fórmula (cf. Atos 5:38–39), à qual se referiu repetidamente mais tarde:
"Se for obra do homem, ela se desintegrará; se for obra de Deus, o senhor, senhor Presidente, não a impedirá."
No entanto, o desejo formalmente expresso por Jacob Neureuter de não prejudicar uma investigação canônica através das suas ações foi frequentemente contrariado pela sua própria convicção óbvia.
Vários detalhes das aparições relatadas pelas crianças fizeram com que vários membros do clero duvidassem da veracidade das aparições. O pastor Feiten, de Fraulautern, no Sarre, recorreu, portanto, ao bispo luxemburguês Nicolas Adames, que traçou paralelos com casos semelhantes na Alsácia, que a Igreja havia classificado como engano ou fraude, e emitiu um julgamento devastador. Na atmosfera dos meses de julho de 1876 a setembro de 1877, no entanto, os membros do clero não foram capazes nem mesmo de impedir as imitações obviamente duvidosas das aparições de Marpingen. Quando tentaram, muitas vezes foram expostos à hostilidade de seus próprios paroquianos.

### Relatórios de imprensa

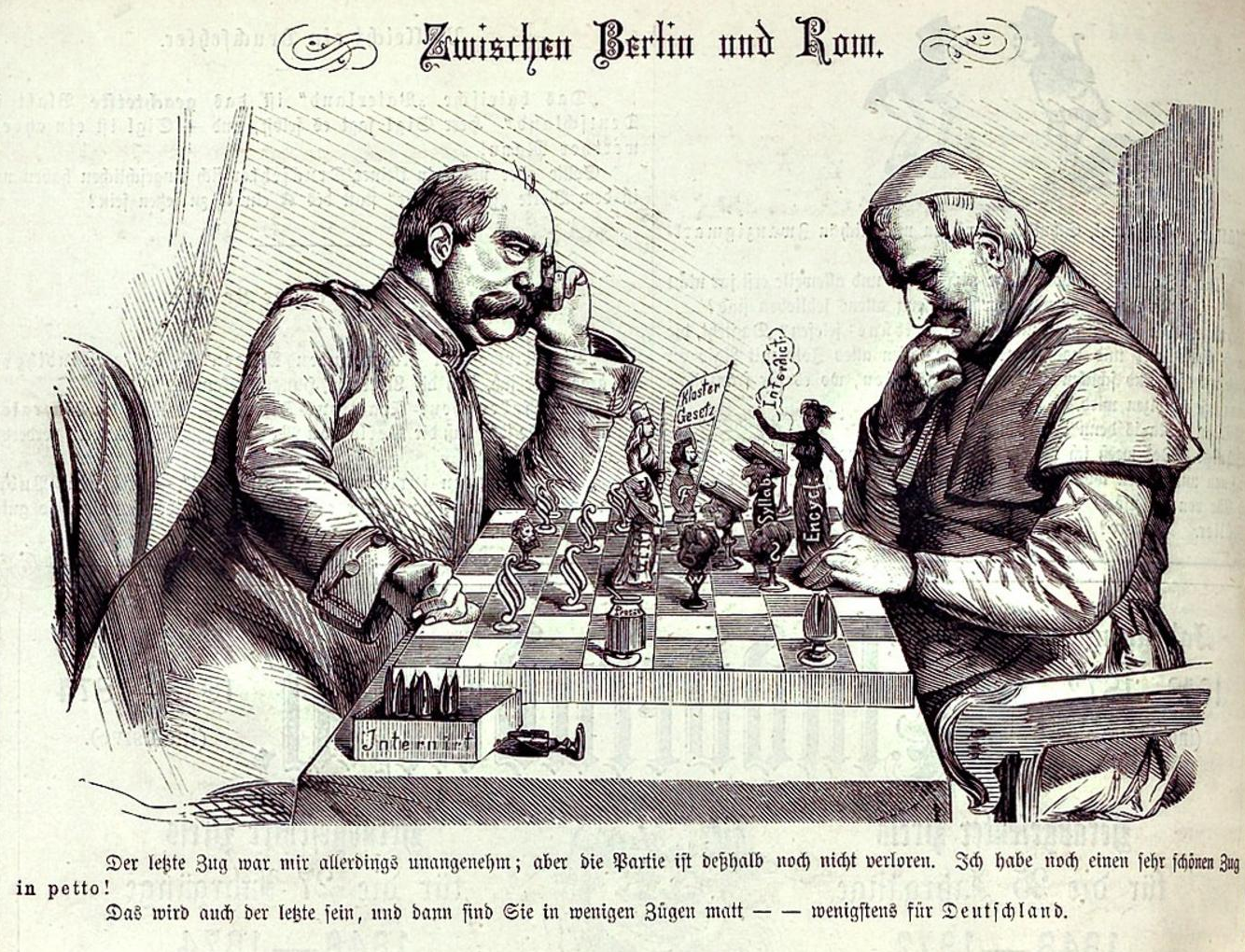
Entre Berlim e Roma, caricatura de Kladderadatsch no Kulturkampf (1875)

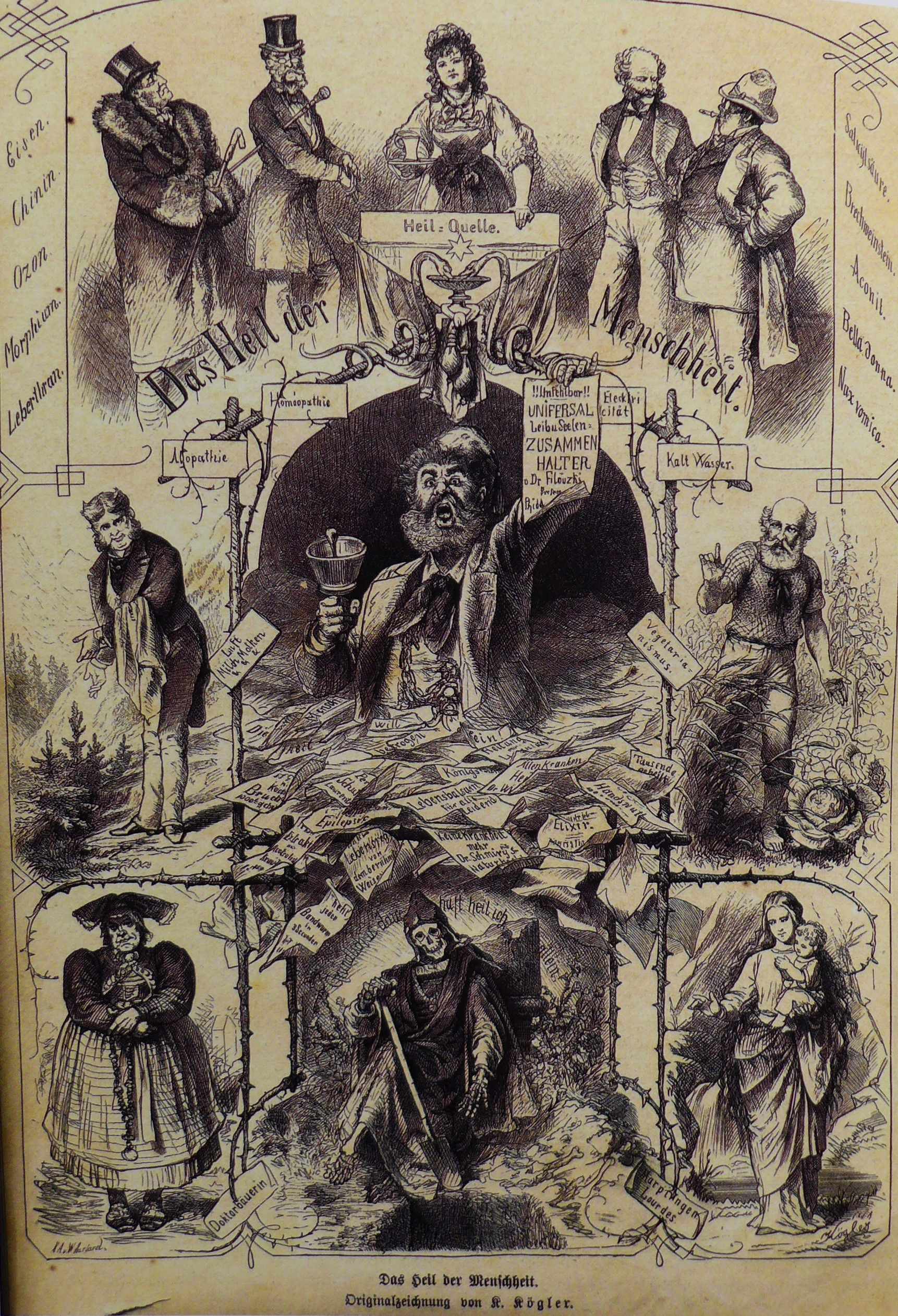
Caricatura de K. Kögler da revista Gartenlaube intitulada A Salvação da Humanidade, representação satírica, canto inferior direito com referência às aparições marianas de Marpingen e Lourdes (Fundação Marpinger Kulturbesitz)

Após os primeiros relatos de aparições marianas em 3 de julho, demorou vários dias até que a imprensa tomasse conhecimento dos eventos em Marpingen. Em 15 de julho de 1876, o Saar- und Mosel-Zeitung parabenizou o governo prussiano por sua ação decisiva para interromper o fluxo de peregrinos que viajavam para Marpingen e, assim, contribuiu significativamente para a ampla publicidade das aparições marianas de Marpingen. A imprensa católica, por outro lado, reagiu com muito mais hesitação, mas no final de julho de 1876 já havia publicado declarações pessoais e outros relatos de supostas curas. O alcance da imprensa católica, no entanto, não foi muito grande; mesmo o Kölnische Volkszeitung , provavelmente o jornal católico mais lido, teve uma circulação de apenas 8.600 cópias em meados da década de 1870. No entanto, artigos relevantes foram reimpressos em outros jornais de orientação católica, como o Saar-Zeitung. Os folhetos sobre as aparições e curas, que também eram distribuídos por vendedores ambulantes, tiveram uma circulação maior e contribuíram significativamente para a divulgação.
A partir do outono de 1876, as aparições marianas de Marpingen receberam uma cobertura relativamente ampla na imprensa alemã. Os ataques da imprensa liberal à piedade católica popular, já observados em 1844 durante as peregrinações a Santa Túnica, foram repetidos.
Um relatório do Pastor Schneider, de Alsweiler, sobre as aparições marianas e os últimos milagres em Marpingen conclui com as palavras: 'Sim, pode-se dizer com razão que Marpingen está se tornando uma segunda Lourdes'. Só precisamos acrescentar uma confirmação a essa afirmação: já é uma segunda Lourdes! É exatamente o mesmo engano — de entusiasmo — que em Lourdes!
– Nota em Kladderadatsch de 20 de agosto de 1876
Os relatórios de imprensa individuais usaram um retrato clichê das massas católicas como "subservientes aos padres" e intelectualmente subdesenvolvidas. A imprensa liberal nacional viu o evento principalmente como uma conspiração ultramontana. Baseando-se no conceito de epidemias psíquicas de Rudolf Virchow e nos estudos de Krafft-Ebing sobre "loucura religiosa", jornais liberais como o Grenzbote descreveram as aparições marianas de Marpingen como "fantasmas religiosos femininos" que só poderiam ser atribuídos à imaginação e vaidade das meninas.

### Consequências e imitações
Dez dias após a evacuação em Marpingen em 13 de julho de 1876, o Saarbrücker Zeitung relatou um "conto de fadas" sobre uma aparição de uma cruz e anjos que estava circulando em aldeias católicas na Lorena:
Quando os soldados deixaram a praça perto de Marpingen e a multidão se dispersou, uma grande cruz cercada por quatro velas grandes e brilhantes foi vista no centro do local onde a Mãe de Deus supostamente teria aparecido anteriormente. Quando vários soldados, liderados por um oficial, se aproximaram da cruz para removê-la, receberam um choque semelhante ao de uma bateria elétrica e, apesar das repetidas tentativas, tiveram que abandonar o plano. Um anjo com uma espada flamejante também apareceu à noite sobre o local milagroso. A cruz, no entanto, ainda está de pé, e ninguém consegue removê-la.
Na vizinha St. Wendel – conforme relatado em meados de agosto de 1876 – em várias noites "por volta das 9 e 10 horas, grupos individuais de pessoas foram a Gutsberge (ou seja, o Gudesberg na estrada para Baltersweiler)" para ouvir "música celestial"; ao mesmo tempo, "procissões voando pelo ar e funerais" foram percebidos lá. Da mesma forma, 30 a 40 pessoas viram "uma procissão" flutuando pelo ar acima de uma pedreira no caminho para o Langenfelderhof (ou seja, o Wendelinushof perto da Casa Missionária de St. Wendel).
Os relatos de Marpingen sobre as aparições marianas foram rapidamente imitados. Os primeiros foram relatados em julho de 1876 em Posen, onde crianças alegaram ter visto uma aparição na estrada de Czekanow para Lewkow. Na área de Koblenz, na primavera de 1877, a suposta aparição da Mãe de Deus em um frasco de remédio cheio de água de Marpingen atraiu mais de 5.000 peregrinos, embora o prefeito tenha confiscado o frasco e colocado um guarda em frente ao local da aparição, um moinho. As pessoas envolvidas neste evento foram posteriormente processadas e condenadas à prisão após ser provado que haviam recebido dinheiro dos peregrinos. No verão de 1877, duas jovens relataram as aparições marianas de Gietrzwałd em Ermland, Prússia Oriental, sobre as quais um panfleto com o título revelador Uma Nova Marpingen na Província da Prússia foi imediatamente publicado.
No início de 1877, aparições marianas também foram relatadas em Gronig, uma cidade a cerca de 7 km em linha reta de Marpingen. Lá, a Virgem Maria já havia aparecido cinco vezes a uma jovem de 17 anos, levando "multidões de peregrinos" a afluírem também a Gronig. No entanto, o aparecimento de alguns gendarmes ali pôs fim muito rapidamente ao "intencionado engano do povo".
Em pelo menos dois casos, crianças da área de Marpingen entraram em estado de êxtase. Em agosto de 1877, após uma suposta aparição, um grande grupo de crianças correu de Münchwies para Marpingen e correu para a reitoria para receber a comunhão. Em Berschweiler, crianças alegaram ter visto a Virgem Maria em Marpingen, que lhes dera instruções para salvar almas do purgatório. Ao retornar para casa, onze meninas entre nove e dezessete anos teriam lutado com o diabo em convulsões violentas na frente de vários espectadores. Uma aparição da Virgem Maria em 1877 em Merzbach também está diretamente relacionada a Marpingen. Mesmo alguns anos depois, o autor de um artigo intitulado "Marpingen Italiana" sobre a aparição da Madona de Corano (perto de Piacenza) foi "muito lembrado do absurdo de Marpingen".

### Medidas tomadas pelas autoridades prussianas
O historiador David Blackbourn atribui a escalada do conflito em Marpingen ao comportamento de funcionários individuais que, desde o início, viam as aparições marianas de Marpingen como fraude deliberada e uma grave violação da paz . Enquanto o administrador distrital responsável reagiu com muita cautela às aparições marianas de Gietrzwałd em 1877 e tolerou as peregrinações, mesmo quando o local da aparição foi isolado, semelhante ao de Marpingen, em Marpingen os representantes responsáveis das autoridades prussianas reagiram com indisfarçável desprezo e hostilidade para com a população católica. Suas medidas repressivas acabaram falhando. Isso também se deveu ao comportamento de pequenos funcionários católicos locais que, no conflito entre sua lealdade local e seus deveres como funcionários prussianos, estavam mais dispostos a aceitar medidas disciplinares ou mesmo processo criminal do que a agir como capangas de um poder estatal repressivo. Encontraram apoio moral na encíclica papal Quod numquam de 1875, que declarou as Leis de Maio prussianas nulas e sem efeito e apelou aos católicos alemães para que se envolvessem numa resistência passiva.

#### Implantação do exército

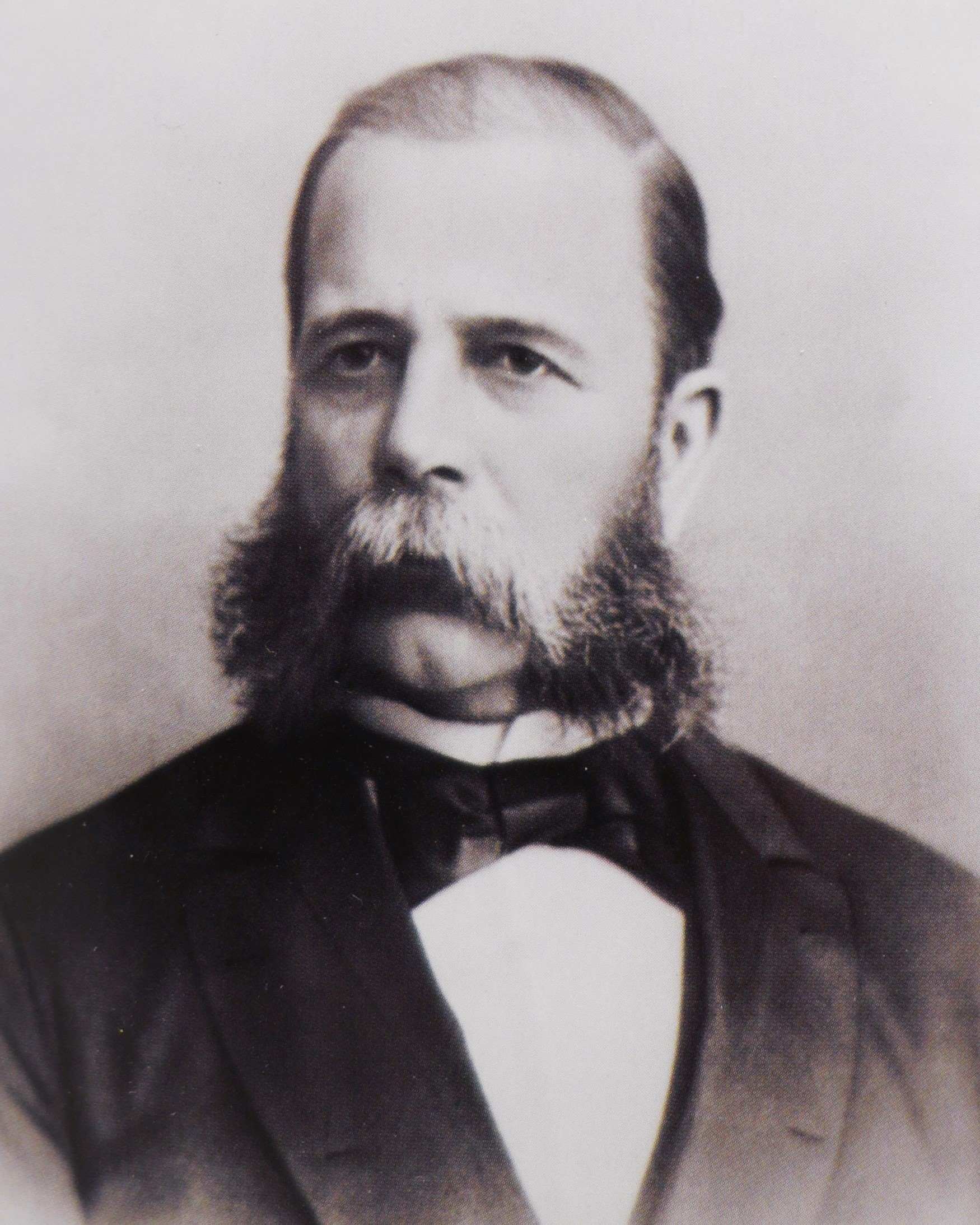
Karl Hermann Rumschöttel (1820–1885), Administrador Distrital de St. Wendel de 1856 a 1885 (Arquivo de imagens do Banco de Poupança Distrital de St. Wendel)

Os funcionários que trabalhavam na aldeia e o prefeito inicialmente evitaram informar seus superiores sobre os eventos em Marpingen. O escritório do distrito de St. Wendel soube pela primeira vez em 11 de julho que milhares de peregrinos estavam a caminho de Marpingen. O administrador distrital responsável, Karl Hermann Rumschöttel, estava de férias na época; seu representante era o secretário distrital Hugo Besser, que juntamente com o prefeito de Alsweiler, Wilhelm Woytt, um primeiro-tenente e dois gendarmes, viajou para Marpingen pela primeira vez na manhã de 13 de julho para obter uma impressão em primeira mão da situação. Lá, Besser, em nome do administrador distrital e citando o parágrafo 116 do Código Penal do Reich, ordenou que a multidão que orava e cantava se dispersasse. Depois que isso não teve efeito, ele solicitou assistência militar. A 8ª Companhia do Regimento de Infantaria Renano nº 4, composta por oitenta homens, sob o comando do Capitão Fragstein-Niemsdorff, recebeu ordens de limpar a área, expulsar os não residentes e impor um toque de recolher. A companhia chegou à floresta de Härtelwald por volta das 20h, onde um grande número de pessoas rezava e cantava. O número real de pessoas é tão controverso quanto o curso detalhado do despejo violento. O prefeito de Alsweiler, Wilhelm Woytt, estimou o número reunido ali em 1.500, enquanto o capitão estimou em 3.000 a 4.000 pessoas. Após um rufar de tambores, o comandante ordenou novamente que a multidão se dispersasse. Quando isso não aconteceu, o capitão deu a ordem de fixar baionetas e ordenou que dois pelotões da companhia avançassem contra a multidão. Sessenta civis foram feridos por golpes de coronhadas de rifle e, em alguns casos, por estocadas de baioneta. No julgamento posterior, tanto o Capitão Fragstein-Niemsdorff quanto outro oficial testemunharam sob juramento que não houve resistência direta da multidão em oração contra a evacuação. Incidentes sangrentos só ocorreram tarde da noite, quando cerca de trinta homens na orla da floresta zombaram e insultaram os soldados. Um sargento em patrulha foi atacado e então disparou vários tiros contra os homens em fuga, atingindo um deles no braço.
O subsequente alojamento dos soldados na aldeia e a requisição de comida e forragem para os cavalos do regimento ocorreram de maneira semelhante. Quando o prefeito de Marpingen, Jakob Geßner, apontou ao capitão que a aldeia não tinha a aveia solicitada, o capitão agarrou o prefeito pelo colarinho e o estrangulou. Isso deu ao mariologista Scheeben a ocasião de reclamar em um artigo no Kölnische Volkszeitung que o exército havia se comportado em Marpingen como se estivesse em território inimigo. Foi somente em 28 de julho que a companhia foi retirada por ordem do Comando Supremo do Exército para a Província do Reno. Gendarmes adicionais foram estacionados em Marpingen para controlar a aldeia. Estes gendarmes estavam subordinados ao Ministério da Guerra e estavam vinculados, no seu trabalho diário, às instruções do Oberpräsident ou dos seus representantes locais, nomeadamente o Regierungspräsident e o Landräte.

#### Investigação criminal
Em 14 de julho, o presidente do distrito, Wolff, chegou a Marpingen, vindo de Trier, e juntamente com Hugo Besser e o médico distrital Brauneck, deu início às investigações preliminares do caso. Após uma conversa inicial com o padre Neureuter, ele interrogou as três crianças visionárias, bem como duas pessoas que alegaram ter sido curadas. O presidente do distrito, que rapidamente chegou à conclusão de que "os instigadores do milagre pretendiam apenas enganar a população crédula", essencialmente processou criminalmente os instigadores que suspeitava e impediu o acesso ao Härtelwald para sufocar o movimento de massa. A investigação criminal começou em 16 de julho, sob a direção do juiz de instrução Ernst Remelé e do promotor público sênior Pattberg, de Saarbrücken. Centenas de testemunhas foram interrogadas, incluindo os pais das três videntes, o padre Neureuter e as videntes adultas. As três meninas que relataram a aparição foram submetidas a interrogatórios particularmente rigorosos. Margaretha Kunz afirmou mais tarde que havia sido interrogada um total de 28 vezes. Os registros dos interrogatórios e os documentos suplementares foram perdidos durante a Segunda Guerra Mundial. O que sobreviveu é um resumo de 500 páginas do juiz de instrução, Emil Kleber, que, de acordo com Blackbourn, sugere que o material originalmente compilado por Ernst Remelé e seus colegas se estendia por 3.500 páginas.
Os interrogatórios visavam desvendar os "mecânicos do engano" e giravam em torno das questões de quem havia oferecido dinheiro às crianças, quem poderia ter desempenhado o papel da Virgem Maria na floresta e quem havia contribuído para a divulgação das visões. Em 16 de julho, as casas dos pais das jovens videntes foram revistadas em busca de evidências de ganho financeiro com as aparições. Por meio de interrogatórios cruzados de todas as mulheres de Marpingen com idades entre 25 e 50 anos e de inúmeras entrevistas individuais, os juízes de instrução tentaram identificar a mulher que havia erguido a cruz no local da aparição na floresta de Härtelwald. Medidas disciplinares também foram iniciadas: o pastor Neureuter foi destituído de seu cargo de inspetor escolar, e André, um professor de Marpingen, foi transferido para Tholey contra sua vontade em agosto de 1876. Quando, em setembro de 1876, ainda não havia resultados utilizáveis das investigações preliminares, o Ministro do Interior da Prússia, Friedrich zu Eulenburg, encarregou o investigador criminal de Berlim, Leopold von Meerscheidt-Hüllessem, de realizar investigações secretas em Marpingen para descobrir a "fraude de Marpingen". Ele recebeu documentos que lhe permitiram comparecer ao local como repórter irlandês do New York Herald. Em Marpingen, ele tentou, entre outras coisas, convencer o povo de Marpingen de que estava do lado deles, discursando contra a polícia prussiana. Ele foi então preso por gendarmes, e somente por meio de sua prisão o Promotor Público Chefe Pattberg soube de sua presença. O comportamento exagerado do oficial rapidamente despertou suspeitas entre os moradores de Marpingen. Seus resultados duvidosos de investigação não convenceram as autoridades judiciais locais, mas iniciaram uma nova fase de ação estatal contra os supostos líderes das aparições marianas de Marpingen. Os escritórios do jornal católico Germania foram revistados, e 27 documentos relacionados aos relatórios de Marpingen foram confiscados. Pouco depois, as casas dos párocos de Marpingen, Alsweiler, Heusweiler e Urexweiler, bem como as de vários cidadãos de Marpingen, foram revistadas diversas vezes. O professor da escola primária de Marpingen, Nikolaus Bungert, que lecionou em Marpingen por 36 anos, foi rebaixado a um cargo público e transferido em 1.º de novembro. O padre Jakob Neureuter foi preso em 27 de outubro de 1876 e levado para Saarbrücken. Isso foi seguido, em 30 de outubro, pela prisão do capelão de Alsweiler. Schneider e em 31 de outubro a prisão do guarda florestal comunitário Karl Altmeyer, do guarda de campo de Marpingen Jakob Langendörfer, dos quatro homens de Marpingen que alegaram ter visto a Virgem e de Angela Kles. Esta última era suspeita de ter decorado a cruz no Härtelwald com flores e de ter coletado dinheiro dos peregrinos. Edmund Prince de Radziwill, na época vigário em Ostrów Wielkopolski e um dos peregrinos de Marpingen, foi multado em 20 marcos por insultar o prefeito Woytt. O padre Eich, que durante uma das buscas domiciliares descreveu o confisco de um caderno como "simples", recebeu uma multa de 30 marcos de ouro por insultá-lo. Numerosos clérigos que acompanharam seus paroquianos na peregrinação a Marpingen foram denunciados por culto ilegal.

#### Processos judiciais
Em 6 de novembro, as três meninas de oito anos foram ordenadas a comparecer perante o Tribunal de Tutela de St. Wendel. O juiz de paz as considerou culpadas de ameaçar a ordem pública, cometer dano grave e obter vantagem financeira ilegal para si mesmas ou para terceiros. Como menores, as três meninas não podiam ser processadas, mas o juiz considerou permitido enviá-las para um reformatório . Isso não aconteceu imediatamente, mas sim três dias depois, em 9 de novembro de 1876. Inicialmente, os pais foram levados a acreditar que as crianças seriam simplesmente interrogadas novamente em Marpingen. Somente quando as crianças estavam nas mãos da gendarmaria os pais souberam que seriam levadas para Saarbrücken. Três pais seguiram as crianças até Saarbrücken, enquanto as autoridades impediram qualquer contato entre as crianças e seus pais. As meninas foram levadas ao Instituto Protestante Príncipe William e Marian, um fato que os pais só souberam em segredo por meio de um oficial do tribunal. Após a tentativa frustrada dos pais de encontrar um advogado em Saarbrücken para representá-los, eles retornaram a Marpingen no dia seguinte. As meninas foram mantidas em Saarbrücken por cinco semanas, durante as quais os pais foram impedidos de ter acesso às suas filhas.
O veredito do Tribunal de Tutela de St. Wendel foi considerado duvidoso por vários juristas. A execução arbitrária da sentença provou ser um dos principais alvos de ataque às autoridades prussianas no rescaldo jurídico e político das aparições marianas de Marpingen.

#### O encerramento do Härtelwald
A floresta de Härtelwald e as áreas florestais adjacentes foram isoladas pelas autoridades prussianas para impedir novas peregrinações e procissões. Após a retirada da companhia de infantaria, os gendarmes foram inicialmente responsáveis pelo cordão de isolamento. A partir de fevereiro de 1877, eles foram reforçados por uma companhia do Batalhão Renano Jäger nº 8.
A proibição de entrada na Floresta Härtel e nas florestas adjacentes era rigidamente aplicada. Qualquer pessoa que se desviasse, mesmo que ligeiramente, dos caminhos permitidos era intimada por violações florestais. Parece ter havido incidentes isolados em que violações da lei foram provocadas tanto pela gendarmaria quanto por membros do Batalhão Jäger. Mineiros individuais eram intimados por pegar atalhos pela floresta a caminho ou de seus empregos nas minas do Sarre. Os fazendeiros de Marpingen que tinham que atravessar a floresta para chegar às suas próprias terras eram multados. A coleta de serapilheira e forragem animal na floresta, à qual os fazendeiros recorriam no final da primavera, quando os suprimentos armazenados estavam baixos, também era às vezes punida com multas pesadas. Não é mais possível reconstruir o número total de intimações emitidas; somente entre 6 de agosto e 2 de setembro de 1877, um total de 86 relatórios foram arquivados.

### Resistência

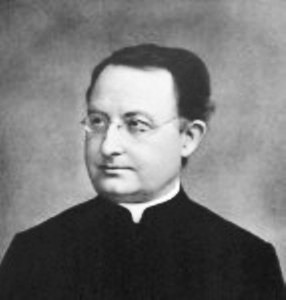
Friedrich Dasbach, publicitário e membro do Partido do Centro

O encerramento da Floresta Härtel desencadeou a primeira ação legal da população contra a mobilização militar e os abusos resultantes. Como não havia nenhuma classe média em Marpingen, foram o pastor Neureuter, o capelão de Minden Felix Dicke, o moleiro Johann Thomé, o contador da igreja Fuchs e o estudioso católico Nikolaus Thoemes que coletaram depoimentos dos moradores no local para apresentar uma reclamação à administração em Trier. Esta reclamação foi rejeitada pelo presidente do distrito e, quase simultaneamente, o presidente do distrito emitiu um aviso afirmando que o custo de aquartelamento do exército em Marpingen, no valor de 4.000 marcos de ouro, seria suportado pela vila por meio de um aumento de impostos locais. O imposto iminente desencadeou uma série de outras reclamações. Tanto Scheeben quanto Thoemes usaram o material coletado para levar as medidas coercitivas do estado ao público em artigos publicados em vários jornais católicos. As reportagens se intensificaram à medida que o número de prisões aumentava e os três videntes menores de idade foram finalmente internados no reformatório de Saarbrücken. O foco das reportagens não eram mais as aparições marianas, que já eram questionadas por numerosos clérigos e leigos católicos, mas sim as medidas tomadas pelo Estado prussiano.
Os Marpingers encontraram relativamente pouco apoio da liderança do Partido do Centro, o que pode ter sido devido à saúde precária de Ludwig Windthorst na época. Foram principalmente pessoas de fora do Partido do Centro, como o príncipe Edmund von Radziwill e os publicistas Friedrich Dasbach e Paul Majunke, que apoiaram os Marpingers. Entre outras coisas, o príncipe Edmund von Radziwill apresentou uma queixa ao Ministério da Justiça em Berlim para protestar contra a prisão das crianças.

## Estado cedendo

### As primeiras decisões judiciais
Já em novembro de 1876, as acusações criminais do governo ruíram. Em 17 de novembro, os quatro videntes adultos tiveram que ser libertados da custódia. Em 19 de novembro, o Tribunal Regional de Saarbrücken anulou a decisão do Tribunal de Tutela de St. Wendel de colocar as crianças no Instituto Príncipe William e Marian. Como o governo imediatamente declarou sua intenção de apelar, a libertação das meninas foi adiada por mais doze dias. Em 30 de janeiro, o Tribunal Superior de Berlim confirmou a decisão do Tribunal Regional e rejeitou o recurso do estado. Em 1.º de dezembro de 1876, o capelão Schneider e o pastor Jakob Neureuter foram libertados da custódia. Em 20 de dezembro, o guarda florestal comunitário Karl Altmeyer, o guarda de campo Jakob Langendorf e Angela Kles também foram libertados.
Nos julgamentos perante os Tribunais de Paz de Tholey e St. Wendel, numerosos peregrinos e pessoas presas na floresta de Härtelwald foram absolvidos ou condenados a pequenas multas. Uma perda ainda maior de prestígio para o Estado prussiano ocorreu quando Matthias Scheeben, acusado de difamar o exército prussiano, foi absolvido em 14 de abril de 1877. As acusações baseavam-se no artigo de Scheeben, no qual ele afirmava que o exército havia se comportado em Marpingen como se estivesse em território inimigo. A Câmara Disciplinar da Polícia de Colônia concluiu que as alegações de Scheeben eram essencialmente verdadeiras e determinou ainda que o Capitão Fragstein-Niemsdorff e seus oficiais haviam se comprometido gravemente. A câmara de apelação competente do Tribunal Regional de Colônia confirmou o veredito menos de um mês depois. Por outro lado, o prefeito de Alsweiler, Wilhelm Woytt, foi considerado culpado em 7 de julho de 1877 de ter maltratado um morador de Marpingen que lhe pediu permissão para entrar na floresta de Härtelwald.

### O caso Marpingen perante o Parlamento Prussiano

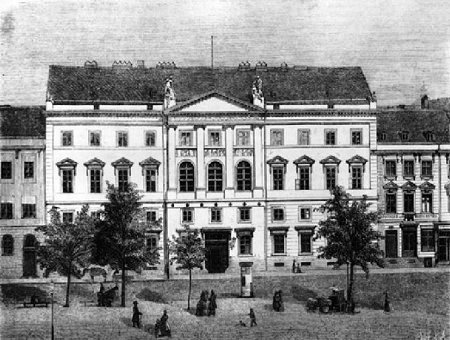
Palais Hardenberg em Berlim, antiga sede da Câmara dos Representantes da Prússia até 1899, xilogravura de "Die Gartenlaube", 1868, n.º 20, p. 309

Apesar das decisões judiciais claras, as autoridades administrativas responsáveis, incluindo o governo provincial de Koblenz, recusaram-se a revogar as ordens impostas. Por isso, o político do Partido do Centro, Julius Bachem, juntamente com outros três membros do Partido do Centro, apresentou uma moção assinada por 77 membros do grupo parlamentar prussiano à Câmara dos Representantes da Prússia, apelando ao governo para investigar o assunto. Entre outras coisas, a moção exigia o reembolso do imposto de 4.000 marcos imposto a Marpingen, o levantamento da proibição de acesso à Floresta de Härtel e medidas disciplinares contra os funcionários que agiram de forma imprópria e ilegal. Em 16 de janeiro, um debate de quase cinco horas sobre os acontecimentos de Marpingen teve lugar na Câmara dos Representantes.

### O julgamento final
O último julgamento em conexão com as aparições marianas começou em março de 1879. 19 pessoas foram acusadas perante a câmara de polícia de Saarbrücken: os pais sobreviventes das três meninas, a irmã de Susanna Leist, Margaretha, os clérigos Neureuter, Eich, Schneider, Schwaab e Dicke, o publicitário Thoemes de Baden, seis homens adultos que alegaram ter visto a aparição, o professor André e o guarda florestal Altmeyer. As acusações de sedição ou perturbação da paz foram retiradas após mais de dois anos de investigação. 17 pessoas foram acusadas de fraude, tentativa de fraude e auxílio e cumplicidade em fraude. O pastor Eich e o guarda florestal comunitário Altmeyer foram acusados de violação da ordem pública. Os réus foram defendidos pelo advogado Simons do tribunal de polícia de Saarbrücken e por Julius Bachem, que já havia atuado como advogado de defesa em vários processos judiciais do Kulturkampf. Durante o julgamento de duas semanas, o estado apresentou nada menos que 170 testemunhas, enquanto a defesa se limitou a 26. Apesar da riqueza do material, a acusação não conseguiu construir um caso convincente. Muitas das testemunhas convocadas pela acusação recusaram-se a fazer declarações incriminatórias e não conseguiam ou não queriam recordar detalhes. O tribunal advertiu inúmeras testemunhas e mandou prender uma viúva de Marpingen no tribunal sob suspeita de perjúrio, sobre o qual ela comentou com as palavras: "Este é o caminho para o céu para mim."
Sem dúvida, os moradores de Marpingen se beneficiaram materialmente dos peregrinos. Os pais dos três videntes também receberam dinheiro para acomodar os convidados. No entanto, nenhuma declaração de testemunha pôde provar que a ganância foi o motivo ou que medalhas ou itens semelhantes foram encomendados antes dos relatos das aparições. Quando a defesa questionou o investigador criminal de Berlim, eles conseguiram, em grande parte, desacreditá-lo. Entre outras coisas, seu primeiro relatório sobre Marpingen, no qual Leopold von Meerscheidt-Hüllessem descreveu os cidadãos de Marpingen como "amigáveis aos franceses", suas recomendações para que dois dos videntes menores de idade fossem internados em um asilo para doentes mentais e sua insistência para que o pastor Neureuter fosse preso. Também foi mencionado que o oficial havia oferecido a Margaretha Kunz, uma das três videntes menores de idade, cinco marcos. Hüllessem apenas quis relembrar este incidente após ler o trecho relevante de uma declaração anterior, e deixou sem resposta a pergunta da defesa sobre se Margaretha Kunz havia de fato aceitado o dinheiro ou não o havia jogado a seus pés. Esta questão não foi esclarecida por um interrogatório posterior. As duas pessoas necessitadas a quem os cinco marcos haviam sido dados na época não foram obrigadas a depor, pois o tribunal seguiu a argumentação da defesa. Em vez disso, o juiz presidente referiu-se a duas cartas recebidas pelo tribunal do detetive de Berlim, nas quais ele corrigiu vários pontos de declarações anteriores. Nessas cartas, Meerscheidt-Hüllessem também afirmou que sua conclusão de que Margaretha Kunz havia recebido os cinco marcos "provavelmente não estava correta, afinal".
Em sua argumentação final, o Promotor-Chefe Pattberg exigiu penas de prisão de um a três anos para Magdalena Kunz, mãe de um dos videntes, para o Pastor Neureuter, para o Capelão Dicke, para o Dr. Thoemes e para quatro dos videntes adultos. O Promotor-Chefe justificou isso argumentando que esses indivíduos haviam encorajado os videntes em suas mentiras, mesmo após suas retratações, por motivos de ganho pessoal e vantagem material para a igreja paroquial. A defesa, no entanto, solicitou a absolvição de todos. O tribunal foi adiado por três semanas e, em 5 de abril de 1879, os juízes anunciaram a absolvição de todos os réus.
A imprensa católica comemorou as absolvições e questionou se as investigações preliminares já não haviam demonstrado claramente a falta de provas factuais para as acusações de fraude. Um comentarista crítico estimou os custos da investigação preliminar e do julgamento em mais de 100.000 marcos. Em 9 de abril de 1879, quase todos os gendarmes estacionados em Marpingen foram retirados; os dois últimos foram transferidos para outro local em novembro. Em maio de 1879, o guarda florestal municipal Altmeyer, que havia sido suspenso do serviço, foi reintegrado com o reembolso integral de seu salário. Em 1880, o Military Weekly relatou que vários oficiais do 4º Regimento de Infantaria Renano em Saarlouis, ao qual pertencia a companhia estacionada em Marpingen em 1876, foram colocados na reserva com pensões em 2 de março de 1880. Entre eles, estavam o Coronel Wilhelm von Schon, comandante do 4º Regimento de Infantaria Renano, e o Capitão Fragstein-Niemsdorff.

## A reação da Igreja Católica Romana

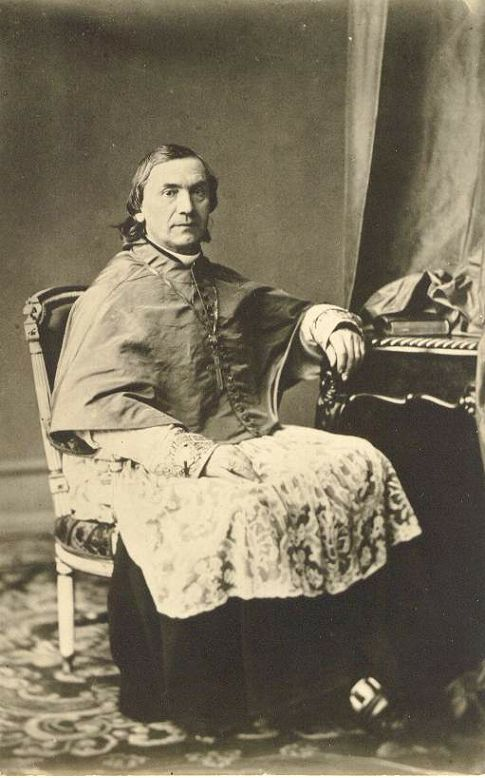
O Bispo Johann Theodor Laurent

O Concílio de Trento já havia estabelecido no século XVI que uma revelação privada deveria ser seguida por uma investigação canônica. No caso das aparições marianas de Marpingen, o início de tal investigação foi adiado porque o Kulturkampf havia levado a liderança da diocese à clandestinidade. Na ausência de um bispo ou de um vigário geral, a diocese era governada por três delegados secretos apostólicos, cuja energia estava em grande parte ocupada pelos problemas levantados pelo Kulturkampf. Um julgamento positivo da Igreja sobre a aparição mariana de Marpingen teria exacerbado as tensões políticas entre a diocese e o governo da Província do Reno na década de 1870.
As três meninas foram admitidas no convento das Irmãs do Menino Jesus Pobre em Echternach, Luxemburgo, em maio de 1878; não está claro no contexto de que forma. Esta congregação, fundada em 1844 por Clara Fey, era dedicada principalmente ao cuidado de mulheres jovens. Johannes Theodor Laurent, o diretor espiritual da ordem e bispo titular de Quersoneso, era um respeitado mariologista. Laurent, que morava na casa-mãe das irmãs em Simpelveld, Holanda, não pôde conduzir uma investigação canônica porque não tinha todos os documentos à sua disposição. Em vez disso, ele lidou apenas com uma declaração de 49 páginas das meninas, que havia sido registrada em novembro de 1878 por uma freira encomendada pelo Padre Neureuter, e a examinou para verificar sua consistência interna.
Em sua declaração escrita em maio de 1880, Laurent concluiu que as aparições descritas pelas crianças eram indignas da Mãe de Deus. Isso incluía o "rastro fantasmagórico" atrás das crianças, suas aparições em cozinhas e celeiros após o fechamento da Floresta de Härtelwald e as frequentes mudanças no tipo de roupa que ela usava. Ele viu as palavras que a aparição teria usado como uma mera imitação das aparições marianas em Lourdes. Laurent chamou algumas das conversas de "indecentes e imprudentes", e outras, em sua opinião, giravam em torno de trivialidades. Laurent também carecia de emoção e perspicácia por sua experiência com as meninas. Em sua opinião, as curas relatadas não haviam sido adequadamente investigadas, e ele considerou os supostos métodos de cura, como o toque guiado das crianças no pé da aparição, questionáveis. Johannes Theodor Laurent foi mais explícito sobre aspectos das aparições que aludiam a episódios dos Evangelhos:
"Qualquer um que não esteja convencido por essa brincadeira sacrílega com os mais altos mistérios da religião de que todo o fenômeno, com tudo relacionado a ele, não passou de um truque infernal, deve ter perdido todo o sentimento e compreensão cristãos."
O ponto central do julgamento devastador de Laurent foi a aparição relatada pelas meninas do diabo acompanhado da Virgem Maria, o que já havia causado preocupação a todo o clero interessado nas aparições de Marpingen. Para Laurent, era uma evidência do "caráter e origem diabólicos" das aparições.
"Marpingen falhou", resumiu Klaus Schreiner em 2003 sobre Laurent e seu relatório, "por causa da razão teológica de um teólogo cuja Mariologia era caracterizada por um nível notavelmente alto de reflexão. Uma segunda Lourdes não poderia ser feita de Marpingen."
Na época da declaração do Bispo Laurent, Trier não tinha um bispo diocesano que pudesse iniciar uma revisão completa dos eventos ou alertar os católicos de sua diocese sobre sua natureza duvidosa por meio de uma carta pastoral. Trier decidiu manter a declaração de Laurent em segredo. Isso não mudou quando Michael Felix Korum foi nomeado o novo Bispo de Trier em setembro de 1881.

## As três videntes

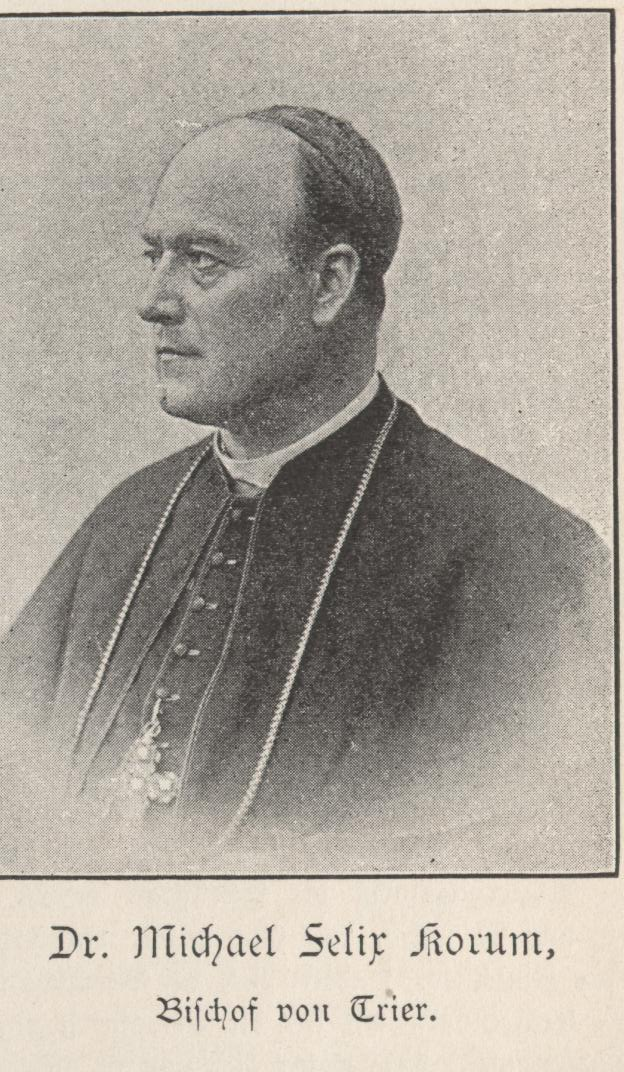
O Bispo Michael Felix Korum, Trier

Nenhuma das três videntes originais chegou a uma idade avançada. Susanna Leist, que adoeceu durante sua internação hospitalar, foi trazida de volta a Marpingen e morreu lá em 1882, aos 14 anos. Katharina Hubertus, que recebeu o nome de Hugolina em sua investidura, permaneceu com as Irmãs do Menino Jesus Pobre, mas foi transferida para a casa-mãe. Sua irmã mais velha, que havia recebido o nome religioso de Ireneia, também morava lá. A Irmã Hugolina fez seus votos religiosos em junho de 1897 e morreu em 24 de dezembro de 1904, em Aachen.
Margaretha Kunz, a mais nova das três meninas, viveu no convento em Echternach até 1885. Ela saiu para se tornar uma empregada doméstica para um padre em Münster, onde uma de suas irmãs mais velhas estava vivendo como noviça com as Irmãs Clemens. Em Münster, Margaretha Kunz confessou pela primeira vez a um padre durante a confissão de Páscoa em 1887 que ela havia mentido sobre a aparição. Depois que ela confidenciou à governanta do padre para quem ela trabalhava alguns meses depois, o Padre Neureuter soube de sua confissão. A seu pedido, Margaretha Kunz foi para o Convento de São José em Thorn (agora Toruń) em fevereiro de 1888, onde trabalhou como empregada doméstica sob o nome de Maria Althof. Lá, em janeiro de 1889, ela escreveu uma confissão manuscrita abrangente que começa com as palavras:
"Sou uma das três crianças que espalharam o boato de ter visto a Mãe de Deus em Marpingen há quase treze anos, e infelizmente devo fazer a confissão profundamente humilhante de que tudo, sem exceção, era uma grande mentira."
A confissão, na qual Margaretha Kunz também relatou sua confissão em Münster, foi confirmada por uma das irmãs do convento e passada ao bispo Korum em Trier. Após sua confissão, Margaretha Kunz entrou no noviciado das Clarissas e recebeu o nome de Maria Estanislau para sua investidura. É certo que o bispo Korum fez com que Margaretha Kunz e Katharina Hubertus viessem a Trier. Aparentemente, uma investigação mais aprofundada não ocorreu. Somente em registros posteriores há referências a uma conversa mantida em 1905 entre o bispo Korum e o sucessor do padre Neureuter, na qual Korum informou ao padre que ambas as freiras haviam chegado à conclusão de que haviam sido enganadas. Apenas fragmentos são conhecidos sobre o curso posterior da vida de Margaretha Kunz, mas estes indicam que ela não manteve o silêncio imposto a ela sobre as aparições e reafirmou sua crença em sua autenticidade para outras irmãs. É certo que ela deixou o mosteiro das Clarissas. Ela foi aceita nas Irmãs da Divina Providência, às quais pertenceu por 15 anos como Irmã Olympia. Ela morreu em setembro de 1905 em seu estabelecimento em Steyl, Holanda.

## O local de oração de Marpingen

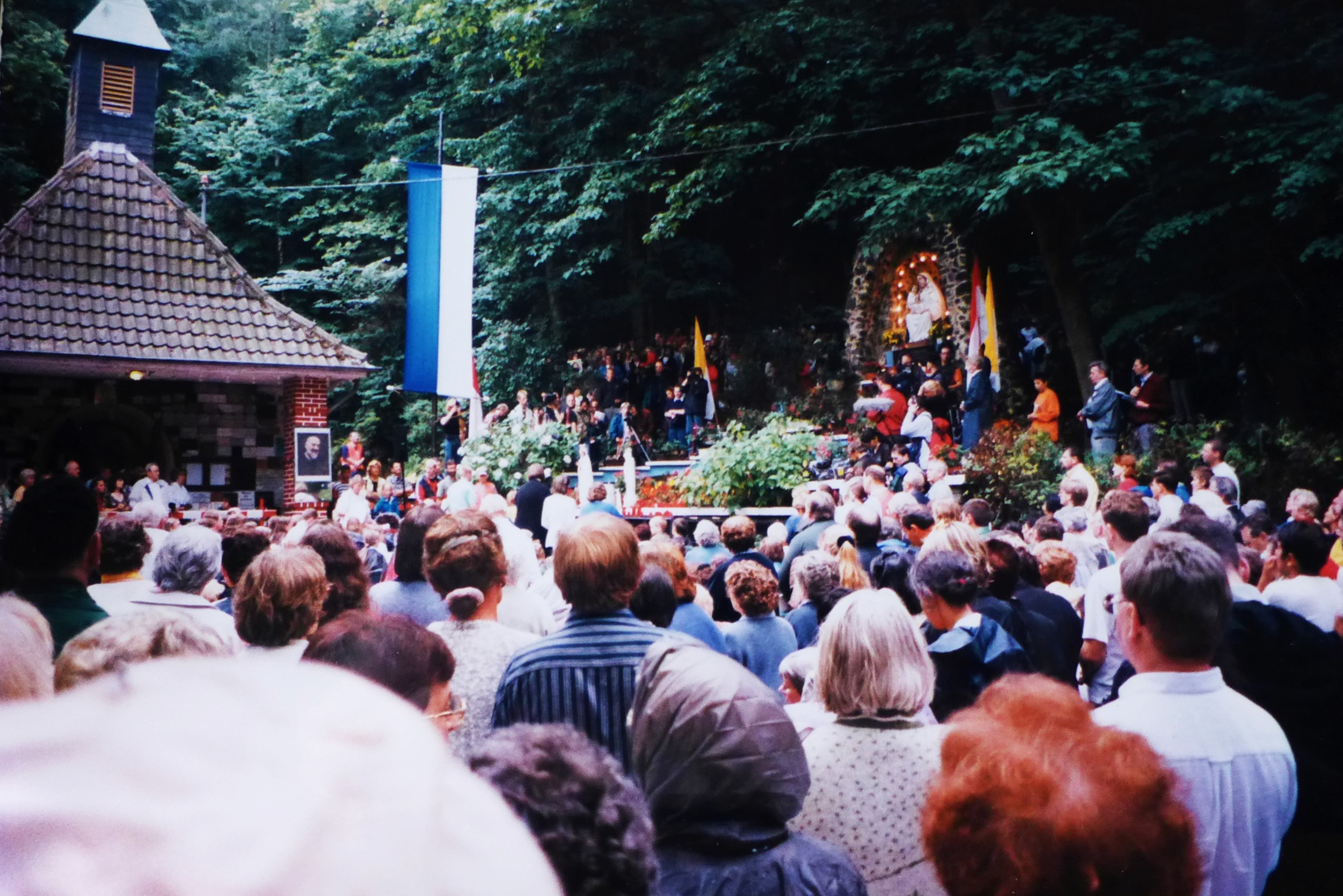
O local de oração mariana em Härtelwald com capela e gruta mariana em 8 de agosto de 1999, durante as supostas aparições marianas renovadas que teriam sido concedidas a três mulheres

Com o fim do Kulturkampf, a relação entre o Império Alemão e a Igreja Católica relaxou cada vez mais. As aparições marianas em Marpingen já haviam perdido sua explosividade política naquela época. Em 1932, uma associação de capelas foi fundada em Marpingen, que, com a ajuda de empréstimos e doações, bem como de trabalho não remunerado, começou a construir a capela no local da aparição que o povo de Marpingen desejava. Isso foi significativamente promovido pelo empreiteiro de Marpingen, Heinrich Recktenwald, que assim cumpriu uma promessa que havia feito durante a Primeira Guerra Mundial. Em 1934, Friedrich Ritter von Lama publicou um livro intitulado Die Muttergottes-Erscheinungen in Marpingen ("As Aparições da Virgem Maria em Marpingen"), cuja falta de reconhecimento ele chamou de "vítima do Kulturkampf". O livro amplamente distribuído foi reimpresso várias vezes. Na década de 1950, foi construída uma bacia hidrográfica na nascente da floresta de Härtelwald e, na década de 1970, a íngreme subida até à nascente foi transformada numa Via Sacra com imagens das estações. A associação da capela manteve esta instalação e manteve temporariamente um albergue de peregrinos para visitantes de fora. Os peregrinos vinham não só da área circundante, mas também de França, Suíça, Áustria, Inglaterra, Estados Unidos e Canadá.
No final do século XX, supostas aparições marianas em Marpingen causaram novamente comoção. Entre maio e outubro de 1999, diz-se que a Virgem Maria apareceu a três mulheres (Marion Guttmann de Neunkirchen, Judith Hiber de Hierscheid e Christine Ney de Ensdorf) um total de treze vezes e lhes deu mensagens, o que novamente levou a fluxos significativos de peregrinos a Marpingen. Desde então, até 60.000 pessoas por ano visitaram Marpingen. A natureza sobrenatural das aparições não foi reconhecida pela Igreja Católica, como já havia sido o caso em 1876/77. Em 2005, uma comissão da Diocese de Trier lançou dúvidas consideráveis sobre as alegadas aparições de 1876/77 e 1999. O bispo de Trier, Reinhard Marx, declarou numa carta que não era certo "que os acontecimentos em Marpingen em 1876 e 1999 tivessem um carácter sobrenatural". Ele também estipulou que, no futuro, as proclamações da Igreja não deveriam falar nem escrever sobre "aparições" de pessoas celestiais em Marpingen, nem sobre "videntes" e as "mensagens do céu" que lhes eram dadas.